# Yanqui U.X.O.
Yanqui U.X.O.  è il terzo album in studio del gruppo musicale canadese Godspeed You! Black Emperor. Registrato negli Electrical Audio di Chicago, nel 2001.

## Tracce

### Versione CD
1. 09-15-00, Part 1 – 16:27
2. 09-15-00, Part 2 – 6:17
3. Rockets Fall on Rocket Falls – 20:42
4. Motherfucker=Redeemer, Part 1 – 21:22
5. Motherfucker=Redeemer, Part 2 – 10:10

### Versione LP
1. 09-15-00 – 22:40
2. Rockets Fall on Rocket Falls – 20:43
3. Motherfucker=Redeemer – 21:30
4. Motherfucker=Redeemer (cont.) – 15:25
5. George Bush Cut Up While Talking (traccia nascosta) – 3:40

## Formazione

### Musicisti
- Thierry Amar – basso
- David Bryant – Chitarra Elettrica
- Bruce Cawdron – batteria
- Norsola Johnson – Cello
- Efrim Menuck – Chitarra Elettrica
- Mauro Pezzente – basso
- Roger Tellier-Craig – Chitarra Elettrica
- Sophie Trudeau – violino

### Altri Musicisti
- Josh Abrams – contrabbasso
- Geof Bradfield - Clarinetto Basso
- Rob Mazurek – tromba
- Matana Roberts – clarinetto

### Produzione
- Steve Albini – registrazione, produzione
- Howard Bilerman - Mix
- Godspeed You! Black Emperor - Mix
- John Loder - mastering
- Steve Rooke – mastering